# Klaus Lindemann (Germanist)
Klaus Lindemann (* 1941 in Essen) ist ein deutscher Gymnasiallehrer und Germanist.

## Leben
Nach dem Abitur am Goethegymnasium Essen 1961 studierte Lindemann Literatur- und Geschichtswissenschaft an den Universitäten Bonn und Freiburg. Er war Studiendirektor am Gymnasium Borbeck in Essen. Nach der Promotion zum Dr. phil. in Freiburg im Breisgau 1970 mit einer Arbeit über Philosophie und Literatur in der deutschen Romantik war er von 1970 bis 1975 Lehrbeauftragter an der Universität Bochum. Seit 1975 war er Fachleiter für Deutsch am Studienseminar Essen.
Lindemann verfasste zahlreiche literaturwissenschaftliche und schulhistorische Veröffentlichungen. Dazu zählt die 1982 herausgegebene „europaLyrik 1775 - heute“, die in einem Raster mit 25 Jahresintervallen jeweils ein Gedicht in deutscher, englischer, französischer und einer weiteren europäischen Sprache im Original und in moderner Übersetzung vorstellt. Dieses Werk hat in der deutschen Literaturgeschichte ein lebhaftes Echo ausgelöst, denn die 37 Originalinterpretationen treten in einen Wettstreit, der die Tragfähigkeit der unterschiedlichsten wissenschaftlichen Methoden heraushebt.
Seinen größten publizistischen Erfolg erreichte Klaus Lindemann 1994 mit seinem Buch: Der Papagei. Seine Geschichte in der deutschen Literatur, das „Der Spiegel“ auf seinen „Kultur-Seiten“ würdigte und das am Ende desselben Jahres von der Süddeutschen Zeitung unter die 1000 weltweit bedeutsamsten „von der Norm abweichen(den)“ Ereignisse von 1994 gezählt wird.

## Schriften (Auswahl)
- Eichendorffs Schloss Dürande. konservative Rezeption der Französischen Revolution. Entstehung – Struktur – Rezeption – Didaktik. Paderborn 1993, ISBN 3-506-75041-0.
- Von Atlantis zur vergessenen Zukunft. Unterwasserwelten – themengleiche Gedichte – der Wald. Lyrikreihen. Paderborn 1997, ISBN 3-506-75066-6.
- Deutsch denken, reden, schreiben. Schule, Deutschunterricht und Abitur 1932–1940 dargestellt am Beispiel der Essener Gymnasien Borbeck und Bredeney. Frankfurt am Main 2003, ISBN 3-631-50961-8.
- „Dies Haus, ein Denkmal wahrer Bürgertugend“. Das Gymnasium Borbeck seit der Kaiserzeit. Geschichte einer Essener Schule im Kontext gesellschaftlichen Wandels. Essen 2005, ISBN 3-89861-377-1.
- europaLyrik 1775 – heute. Gedichte und Interpretationen, hrsg. von Klaus Lindemann. Verlag Ferdinand Schöningh, Paderborn, München, Wien, Zürich 1982, ISBN 3-506-75045-3.
- Der Papagei. Seine Geschichte in der Deutschen Literatur. Bouvier Verlag, Bonn 1994, ISBN 3-416-02450-8

## Belege
1. ↑  Biographische Angaben bei Rainer Henselowsky (Hrsg.), Vom Kohlenpott zur Metropole Ruhr. Edition RainRuhr, Essen 2007, S. 120 ISBN 978-3-9811598-0-6.
2. ↑  Vgl. u. a. Frankfurter Allgemeine Zeitung (FAZ), Frankfurt, Nr. 281 vom 4.12.1982; The Year´s Work in Modern Language Studies, London, Bd. 44 (1981–1982); Schweizerische Lehrerzeitung, Basel, 4 (1984); Das Gymnasium in Bayern, München, 5 (1983); Informationen zur Deutschdidaktik, Hannover 2 (1983).
3. ↑  Vgl. dazu Wie ein Papagei Essener Historiker zum Bestseller inspiriert in: Westdeutsche Allgemeine Zeitung (WAZ) Essen online vom 27.7.2021; siehe auch Germanist und Regionalhistoriker Klaus Lindemann wird 80 in: www.borbeck.de. Abgerufen am 14. Juni 2023.

| Personendaten    | Personendaten                           |
| ---------------- | --------------------------------------- |
| NAME             | Lindemann, Klaus                        |
| KURZBESCHREIBUNG | deutscher Gymnasiallehrer und Germanist |
| GEBURTSDATUM     | 1941                                    |
| GEBURTSORT       | Essen                                   |